# Jay Rodriguez
Jay Enrique Rodriguez (Burnley, Inglaterra, 29 de julio de 1989) es un futbolista británico que juega como delantero en el Wrexham A. F. C. de la EFL Championship.

## Primeros años de vida
Rodriguez, de ascendencia española, nació en Burnley, Lancashire, hijo de Enrique (Kico) y Carol Rodriguez (Threlfall de soltera). Asistió al Heasandford Primary School y al Barden High School en la ciudad. Su padre jugó brevemente para el Deportivo de La Coruña antes de pasar algún tiempo en Burnley en 1983.

## Selección nacional
En noviembre de 2010 se dijo que Stuart Pearce lo había estado observando con vistas a llamarle a la selección inglesa sub-21. En febrero de 2011 recibió su primera convocatoria para la selección de Inglaterra sub-21. El 8 de febrero de 2011 hizo su debut internacional en un amistoso contra la Italia sub-21, viniendo desde el banquillo en el minuto 60 sustituyendo a James Vaughan.
El 15 de noviembre de 2013 debutó con la selección absoluta en un amistoso ante Chile que perdieron por cero a dos.

## Clubes
| Club                             | País       | Año       |
| -------------------------------- | ---------- | --------- |
| Burnley F. C.                    | Inglaterra | 2007-2012 |
| Stirling Albion F. C. (préstamo) | Escocia    | 2008      |
| Barnsley F. C. (préstamo)        | Inglaterra | 2010      |
| Southampton F. C.                | Inglaterra | 2012-2017 |
| West Bromwich Albion F. C.       | Inglaterra | 2017-2019 |
| Burnley F. C.                    | Inglaterra | 2019-2025 |
| Wrexham A. F. C.                 | Gales      | 2025-     |